# Jimmy Turgis
Jimmy Turgis (Bourg-la-Reine, 10 agosto 1991) è un ex ciclista su strada, ciclocrossista e dirigente sportivo francese.
Ciclista professionista dal 2017 al 2020, è il fratello maggiore di Anthony e Tanguy Turgis, a loro volta ciclisti.

## Carriera
Attivo tra gli Elite/Under-23 dal 2010, nel 2013 vince la classifica giovani al Ronde de l'Oise e ottiene il terzo posto al Grand Prix de la ville de Pérenchies, entrambe gare del calendario Europe Tour. Dal 2014 al 2016 gareggia per il team Continental Roubaix Lille Métropole. Nel 2017 passa professionista con la Cofidis, e in stagione partecipa alla sua prima Vuelta a España. Nel 2019 viene messo sotto contratto da un'altra formazione Professional francese, la Vital Concept-B&B Hotels.
Nel febbraio 2020 annuncia il ritiro dall'attività per una malformazione cardiaca, la stessa che aveva spinto anche il fratello Tanguy a ritirarsi dalle corse nell'ottobre 2018. Nel 2022 è attivo come direttore sportivo alla B&B Hotels, già Vital Concept.

## Palmarès

### Strada
- 2013 (CC Nogent-sur-Oise, una vittoria)

Circuit méditerranéen

#### Altri successi
- 2013 (CC Nogent-sur-Oise)

Classifica giovani Ronde de l'Oise

## Piazzamenti

### Grandi Giri
- Vuelta a España

2017: ritirato (15ª tappa)

### Classiche monumento
- Giro delle Fiandre

2018: 35º
2019: 81º
- Parigi-Roubaix

2018: 43º
2019: 67º
- Liegi-Bastogne-Liegi

2019: ritirato